# Зозуля філіпінська
Зозу́ля філіпінська (Hierococcyx pectoralis) — вид зозулеподібних птахів родини зозулевих (Cuculidae). Ендемік Філіппін. Раніше вважався підвидом ширококрилої зозулі.

## Опис
Довжина птаха становить 28 см. Голова і верхня частина тіла темно-сірі. Підборіддя сіре, навколо очей жовті кільця. Нижня частина тіла рожевувата, живіт білуватий. У молодих птахів верхня частина тіла рудувата, поцяткована сірими смужками, голова чорнувата, нижня частина тіла поцяткована коричневими смужками. Крик складається з серії посвистів з 5-7 нот, що повторюються 9-10 разів.

## Поширення і екологія
Філіпінські зозулі є ендеміками Філіппін. Вони живуть в тропічних лісах, на плантаціях, в парках і садах. Зустрічаються на висоті до 2300 м над рівнем моря. Сезон розмноження починається в квітні. Виду притаманний гніздовий паразитизм.